# Brandon Jones
Brandon Jones (7 de mayo de 1988) es un actor, productor y músico estadounidense, más conocido por su personaje de Liam en la serie Lie to me, transmitida por FOX; y el de Charlie Russell CSI: Crime Scene Investigation de la cadena CBS.

## Biografía
Brandon Jones nació el 7 de mayo de 1988 en la región central de Piedmont, Carolina del Norte. Creció como hijo único en el pueblo de McLeansville junto a sus padres, Kimberly y Reid Jones. Asistió a la Northeast Guilford High School, donde sería miembro de los equipos de fútbol y lucha. En 2009, Jones condujo a través de Estados Unidos desde la costa este hasta Los Ángeles para comenzar su carrera como actor.
En 2017 ha tenido problemas con la justicia por amenazar a unos vecinos con un arma, lo que ha puesto en peligro temporalmente su carrera artística.

## Filmografía

### Cine
| Año  | Título                                       | Rol             | Notas                        |
| ---- | -------------------------------------------- | --------------- | ---------------------------- |
| 2011 | Eye of the Storm                             | Cigazombie      | Corto; Productor ejecutivo   |
| 2011 | Born to Race                                 | Football player | Direct-to-video              |
| 2013 | Killer Reality                               | Matt            | Protagonista, película de TV |
| 2014 | Hello, My Name Is Frank                      | Kevin Bowman    |                              |
| 2014 | Too Much Clay Matthews                       | Hank            | Corto                        |
| 2015 | ”CSi: Crime Scene Investigation (Las Vegas)” | Charlie Russell |                              |
| 2016 | Courting Des Moines                          | Damian          |                              |
| 2016 | Monolith                                     | Ted             |                              |
| 2016 | Hopeless, Romantic                           | Matt            | Protagonista, película de TV |
| 2016 | Advance & Retreat                            | Bryce           | Protagonista, película de TV |
| 2019 | Boy Eats Girl: A Zombie Love Story           | Boy Zombie      | Corto                        |

### Televisión
| Año       | Título                         | Rol              | Notas                                                 |
| --------- | ------------------------------ | ---------------- | ----------------------------------------------------- |
| 2009      | 90210                          | Obnoxious senior | Episode: "Sit Down, You're Rocking the Boat"          |
| 2010      | Parental Control               | El mismo         | Participante; episodio: "Joelle", serie de TV         |
| 2010      | Law & Order: LA                | Logan Rudman     | Episodio: "Harbor City"                               |
| 2010–11   | Lie to Me                      | Liam             | Elenco recurrente, 3 episodios serie de TV            |
| 2011      | CSI: NY                        | Frat boy         | Episodio: "Food for Thought"                          |
| 2011      | Switched at Birth              | Zane             | Episodio: "Dance Amongst Daggers"                     |
| 2011-12   | CSI: Crime Scene Investigation | Charlie Russell  | Elenco recurrente 4 episodios, serie de TV            |
| 2012      | The Finder                     | Kevin Montgomery | Episodio: "Bullets"                                   |
| 2012      | Jane by Design                 | Christopher      | Episodio: "The Getaway"                               |
| 2012      | Victorious                     | Moose            | Estrella invitada 1 episodio, serie de TV Nickelodeon |
| 2012      | Supernatural                   | Michael Wheeler  | Invitado 1 episodio, serie de TV The CW               |
| 2012      | 2 Broke Girls                  | Jebediah         | Episodio: "And the Three Boys with Wood"              |
| 2013—2015 | Pretty Little Liars            | Andrew Campbell  | Elenco recurrente 12 episodios, serie de TV Freeform  |
| 2013—15   | The Fosters                    | Liam Olmstead    | Recurrente 6 episodios, serie de TV Freeform          |
| 2014      | The Middle                     | Brian            | Episode: "The Award"                                  |
| 2014      | Cabot College                  | Brian            | Episodio: "Gerald"; unaired                           |
| 2015—16   | Unbreakable Kimmy Schmidt      | Brandon Yeagley  | Invitado 2 episodios, serie de TV Netflix             |
| 2016      | The Big Bang Theory            | The Flash        | Episodio: "The Dependence Transcendence"              |
| 2017      | Doubt                          | Brandon Decker   | Invitado 2 episodios, serie de TV                     |
| 2018      | Empire                         | Choreographer    | Episodio: "Had It From My Father"                     |
| 2020      | The Unicorn                    | Ted              | Episodio: "No Matter What the Future Brings"          |

### Web
| Year | Title                    | Role    | Notes      |
| ---- | ------------------------ | ------- | ---------- |
| 2010 | If I Can Dream           | Himself | Recurring  |
| 2011 | First Day 2: First Dance | JT Fox  | 6 episodes |
| 2013 | Trainers                 | Scott   | 3 episodes |

## Discografía

### Sencillos
- In the Moment, con Jade Valerie Villalon (2012)
- Wanna be Known (2011)